# Messerschmitt Me 328
Messerschmitt Me 328 – niemiecki samolot odrzutowy o napędzie pulsacyjnym z okresu II wojny światowej. Został zaprojektowany do ochrony bombowców, a w późniejszym czasie przystosowany do pełnienia roli bombowca. Pod koniec wojny postanowiono wykorzystać Me 328 do ataków samobójczych, lecz projekt odrzucono.

## Rys historyczny
Samolot został zaprojektowany jako Messerschmitt P.1073 w 1941 roku. Miał to być tani w eksploatacji i prosty w obsłudze myśliwiec eskortowy. Zaproponowano trzy wersje: szybowiec, samolot z silnikami Argus As 014 oraz samolot z silnikiem Jumo 004. Zbudowany był przede wszystkim z drewna. Projekt od samego początku borykał się z problemami z silnikami – napęd pulsacyjny nie działał dobrze na średnich i dużych wysokościach, a oprócz tego generował mnóstwo hałasu.
Pilot testowy Hanna Reitsch przeprowadziła testy dwóch prototypów szybowca po odczepieniu od samolotu holującego na wysokości 3000–6000 m. Nawet ze zmniejszoną rozpiętością skrzydeł samolot miał bardzo zadowalające osiągi. Siedem prototypów napędzanych dwoma silnikami Argus As 014 zostało przeznaczonych jako samoloty myśliwskie uzbrojone w dwa działka MG 151 kalibru 20 mm. Podczas dalszych testów wykryto problemy, a program został zawieszony w połowie 1944 roku, po zaledwie kilku wykonanych lotach testowych. Niektóre źródła podają, że dwa samoloty zostały zniszczone podczas lotu wskutek awarii. Mimo to nadal projektowano inne wersje z czterema silnikami Argus. Pod naciskiem Hitlera rozpoczęto prace nad przystosowaniem Me 328 do roli bombowca. Pod koniec roku 1944 wykorzystać ten samolot jako latającą bombę, jednak projekt został odrzucono na rzecz Fieseler Fi 103R. Powstał też projekt wersji z podwójnym usterzeniem i silnikiem Porsche 109-005.

## Wersje
- Szybowiec – dwa prototypy szybowca, holowane przez Dornier Do 217.
- Me 328 od V1 do V7 – siedem prototypów przeznaczonych jako myśliwce.
- Me 328 A – wersja do ochrony bombowców.
- Me 328 B – bombowiec.
- Me 328 C – samolot z silnikami Jumo 004.